# Baron Catto
Baron Catto, of Cairncatto in the County of Aberdeen, ist ein erblicher britischer Adelstitel in der Peerage of the United Kingdom.

## Verleihung
Der Titel wurde am 24. Februar 1936 für den Unternehmer Sir Thomas Catto, 1. Baronet geschaffen. Dieser war 1944 bis 1949 Gouverneur der Bank of England. Ihm war bereits am 5. Juli 1921 der fortan nachgeordnete Titel Baronet, of Peterhead, verliehen worden.
Heutiger Titelinhaber ist seit 2001 sein Enkel Innes Catto als 3. Baron.

## Liste der Barone Catto (1936)
- Thomas Catto, 1. Baron Catto (1879–1959)
- Stephen Catto, 2. Baron Catto (1923–2001)
- Innes Catto, 3. Baron Catto (* 1950)

Titelerbe (Heir Presumptive) ist der Bruder des aktuellen Titelinhabers, Hon. Alexander Catto (* 1952).